# Ambroise Fleury
Ambroise Fleury, né le 8 mai 1789 à Saint-Denis-le-Thiboult et mort le 21 décembre 1857 à Rouen, est un architecte et homme politique français.

## Biographie

### Une carrière militaire
Il entre comme soldat au 3e régiment d'infanterie de ligne le 19 mai 1808. Il monte en grade le 1er janvier 1809 et est successivement sergent, sergent-major (juillet 1812), adjudant sous-officier (juin 1813) et sous-lieutenant.
Soldat des armées napoléoniennes, il combat à Eckmuhl, Ratisbonne, Vienne et Wagram. Il est fait sous-lieutenant sur le champ de bataille de Saint-Jean-de-Luz le 10 novembre 1813 par le maréchal Soult. Blessé à la bataille d'Arcis-sur-Aube, il l'est à nouveau le 16 juin 1815 près de Waterloo et fait prisonnier.

### Maire de Rouen
De retour en Normandie, il étudie l'architecture. Nommé capitaine de la garde nationale en 1830, il entre au conseil municipal de Rouen. Il devient maire de Rouen en 1848 pendant neuf ans. Il demeure 13 rue Saint-Patrice. Au cours de son mandat, il assainit le quartier Martainville, ouvre la rue Napoléon III (actuelle rue d'Amiens), inaugure le marché aux bestiaux place des Emmurées, construit la nouvelle église Saint-Sever, prolonge le quai Napoléon (actuel quai Corneille)…
Il est membre de la Franc-maçonnerie.
Il meurt le 21 décembre 1857 à Rouen au cours de son mandat. Il repose au cimetière monumental de Rouen.
Une rue de Rouen porte son nom.

## Distinction
- Chevalier de la Légion d'honneur (21 juillet 1832)
- Officier de la Légion d'honneur (9 août 1849)
- Médaille de Sainte-Hélène (1857)

## Famille
Il est le fils de Jean Baptiste Fleury, menuisier, et de Catherine Lemoine. Il a au moins deux frères.
Il épouse Angélique Eugénie Burette. Leurs enfants sont :
- Charles (1819-1899), architecte ;

## Collection
- Son portrait peint en 1856 par Joseph Désiré Court est conservé au musée des Beaux-Arts de Rouen.